# Freihung
Freihung – gmina targowa w Niemczech, w kraju związkowym Bawaria, w rejencji Górny Palatynat, w regionie Oberpfalz-Nord, w powiecie Amberg-Sulzbach. Leży w Jurze Frankońskiej, około 20 km na północ od Amberga, przy linii kolejowej Norymberga – Weiden in der Oberpfalz.